# SEMA4G
SEMA4G‏ (Semaphorin 4G) هوَ بروتين يُشَفر بواسطة جين SEMA4G في الإنسان.